# Nagy-London
Nagy-London egyike Anglia kilenc régiójának, egy Londont is magába foglaló szélesebb közigazgatási egység.

## Kiterjedés
Nagy-London közigazgatási területe egy nagy agglomerációt fed, amelybe beletartozik a City of London, City of Westminster és 31 másik londoni kerület (borough). Felöleli, amit általában egyszerűen Londonként, Anglia és az Egyesült Királyság fővárosaként ismernek.
Lakossága a 2001. áprilisi népszámlálás alapján 7 172 036. A népszámlálás adatairól azonban bebizonyosodott, hogy alulbecsültek, és gondos kutatás után a UK statisztikai hivatala (ONS) becslést közölt, amely szerint 2004 közepén Nagy-London lakossága 7 322 400 volt, ami sokkal hihetőbb, mint a népszámlálási adat. A 2009-es népszámláláson Nagy-London népessége 9 675 567 fő volt.
2000 óta a Metropolitan Police District (a Nagyvárosi Rendőrségi Kerület) határai egybeesnek Nagy-London határaival.
A régió legmagasabb pontja Westerham Heights North Downsban, 245 méter.

## Önkormányzat
2000 óta London régiót a Nagy-londoni Hatóság (Greater London Authority vagy "GLA")
irányítja. Közvetlenül választott polgármestere van – jelenleg a munkáspárti Sadiq Khan -, akit a választott Londoni Közgyűlés (London Assembly) felügyel. A GLA székhelye a Londoni Városháza Southwarkban.

## Státusza
Nagy-London státusza különleges Anglián belül. Hivatalosan egyike Anglia ceremoniális megyéinek (kivéve a City of London, amely önmagában egy ceremoniális megye) és egyike a kilenc hivatalos angliai régiónak – ez utóbbi viszonylatban a leghelyesebb Londonnak hívni. Az egyetlen régió, amely széles körű öröklött jogokkal rendelkezik, választott regionális közgyűléssel és közvetlenül választott vezetővel.
A "London" nevet leggyakrabban Nagy-Londonra vagy agglomerációjára értik, nem az aprócska City of Londonra, a városközpontra, amely utóbbit gyakran egyszerűen csak úgy hívnak, "a City", vagy "a Négyzetmérföld" ("the Square Mile"). Nagy London nem "City", hiszen nincs city státusza; egy londoni borough, Westminster mindenesetre hivatalosan city státuszú, ahogy maga a City of London is.
A közbeszédben néha csak úgy emlegetik, hogy "város" (town) (például ha azt mondják, "felmegyek a városba", egyértelmű mire gondolnak London említése nélkül is). A Metropolitan Police Service, a helyi rendőrség számára pedig, amelynek feje a Commissioner of Police for the Metropolis, Nagy-London egy metropolisz.

## Felosztása
Nagy-Londont 32 londoni borough (kerület) alkotja (beleértve Westminstert is), amelyeket általában jogilag egységes hatóságnak tekintenek (bár nem hívják őket úgy), és a City of London, amelynek 12. századi eredetű sajátos önkormányzata van.

## Külső hivatkozás
- Greater London Authority honlapja, angolul
- London Kalauz - London és környéke látnivalói, nevezetességei, közlekedése magyarul